# Церква святого Миколая, архієпископа Мир Лікійських, чудотворця (Колиндяни)
Церква Святого Миколая Чудотворця — культова споруда, православний парафіяльний храм (ПЦУ) у селі Колиндяни Чортківського району Тернопільської області.

## Історія

Дзвіниця

- 1888 — збудовано храм.
- 25 лютого 1889 — церкву освятив єпископ Юліан на честь святого Миколая Чудотворця.
- 1910 — біля церкви спорудили дерев'яну дзвіницю.
- 1995 — зусиллями громади біля кринички збудували каплицю та освятили на честь Незалежності України. На Хрещення Господнє та Трійцю тут урочисто освячують воду.
- 1998 — провели ремонт ззовні храму, а 2003—2004 — всередині.
- 2007 — за проектом наястоятеля збудували та освятили нову дзвіницю.
- 15 грудня 2018 — храм і парафія перейшли до ПЦУ[1].

Всередині храму є іконостас який дорого оздоблений різьбленням і позолотою, характерним для стилю бароко.

## Парохи
- о. Степан Кричковський (від 1980 донині)